# Primera Liga de Eslovenia 2016-17
La Primera Liga de Eslovenia 2016-17 fue la edición número 26 de la Primera Liga de Eslovenia. La temporada comenzó el 16 de julio de 2016 y terminó el 27 de mayo de 2017. Maribor se proclamó campeón.

## Formato
Los diez equipos participantes jugaron entre sí todos contra todos cuatro veces totalizando treinta y seis partidos cada uno, al término de la fecha treinta y seis el primer clasificado obtuvo un cupo para la segunda ronda de la Liga de Campeones 2017-18, mientras que el segundo y tercer clasificado obtuvieron un cupo para la primera ronda de la Liga Europea 2017-18; por otro lado el último clasificado descendió a la Segunda Liga de Eslovenia 2017-18, mientras que el noveno clasificado jugó el Play-off de relegación contra el segundo clasificado de la Segunda Liga de Eslovenia 2016-17 para determinar cual de los dos jugará en la Primera Liga de Eslovenia 2017-18.
Un tercer cupo para la primera ronda de la Liga Europea 2017-18 es asignado al campeón de la Copa de Eslovenia.

## Equipos participantes
| Equipo             | Ciudad      | Estadio                  | Aforo  |
| ------------------ | ----------- | ------------------------ | ------ |
| Aluminij           | Kidričevo   | Kidričevo Sports Park    | 532    |
| Celje              | Celje       | Arena Petrol             | 13 059 |
| Domžale            | Domžale     | Domžale Sports Park      | 3066   |
| Gorica             | Nova Gorica | Športni park Nova Gorica | 3066   |
| Koper              | Koper       | Estadio SRC Bonifika     | 4190   |
| Krško              | Krško       | Stadion Matija Gubec     | 1728   |
| Maribor            | Maribor     | Stadion Ljudski vrt      | 12435  |
| Olimpija Ljubljana | Liubliana   | Stadion Stožice          | 16038  |
| Radomlje           | Radomlje    | Domžale Sports Park      | 700    |
| Rudar Velenje      | Velenje     | Stadion Ob Jezeru        | 2500   |

### Ascensos y descensos
| Pos. | Ascendidos de |
| ---- | ------------- |
| 1    | Radomlje      |
| PO   | Aluminij      |

| Pos. | Descendidos de |
| ---- | -------------- |
| PO   | NK Zavrč       |
| 12   | NK Krka        |

## Tabla de posiciones
Actualizado el 27 de mayo de 2017.
| Pos. | Equipo             | PJ | PG | PE | PP | GF | GC | DG  | Pts. | Clasificado a                                 |
| ---- | ------------------ | -- | -- | -- | -- | -- | -- | --- | ---- | --------------------------------------------- |
| 1    | Maribor            | 36 | 21 | 10 | 5  | 63 | 30 | +33 | 73   | Segunda ronda de la Liga de Campeones 2017-18 |
| 2    | Gorica             | 36 | 16 | 12 | 8  | 48 | 39 | +9  | 60   | Primera ronda de la Liga Europea 2017-18      |
| 3    | Olimpija Ljubljana | 36 | 17 | 9  | 10 | 49 | 35 | +14 | 60   | Primera ronda de la Liga Europea 2017-18      |
| 4    | Domžale            | 36 | 16 | 8  | 12 | 63 | 45 | +18 | 56   |                                               |
| 5    | Celje              | 36 | 15 | 10 | 11 | 48 | 39 | +9  | 55   |                                               |
| 6    | Koper              | 36 | 12 | 14 | 10 | 43 | 40 | +3  | 50   |                                               |
| 7    | Rudar Velenje      | 36 | 10 | 11 | 15 | 49 | 53 | -4  | 41   |                                               |
| 8    | Krško              | 36 | 8  | 15 | 13 | 39 | 50 | −11 | 39   |                                               |
| 9    | Aluminij           | 36 | 9  | 11 | 16 | 38 | 52 | −14 | 38   | Play-off de relegación                        |
| 10   | Radomlje           | 36 | 1  | 10 | 25 | 23 | 80 | −57 | 13   | Segunda Liga de Eslovenia 2017-18             |

## Play-off de relegación
|  | Ankaran Hrvatini | -           | Aluminij | ŠRC Bonifika, Ankaran |               |
|  |                  | [R Reporte] |          | Árbitro(s): A         | Árbitro(s): A |

|  | Aluminij | -           | Ankaran Hrvatini | Športni Park Aluminij, Kidričevo |               |
|  |          | [R Reporte] |                  | Árbitro(s): A                    | Árbitro(s): A |

Partidos cancelados por el descenso del Koper al no obtener la licencia de competición. Aluminij mantiene la categoría y Ankaran Hrvatini asciende.

## Goleadores
Actualizado el 27 de mayo de 2017.
| Pos. | Jugador            | Equipo             | Goles |
| ---- | ------------------ | ------------------ | ----- |
| 1    | John Mary          | Rudar Velenje      | 17    |
| 2    | Dominik Glavina    | Rudar Velenje      | 16    |
| 3    | Luka Zahovič       | Maribor            | 15    |
| 4    | Dalibor Volaš      | Celje              | 15    |
| 5    | Miran Burgič       | Gorica             | 14    |
| 6    | Filip Dangubić     | Krško              | 13    |
| 7    | Milivoje Novakovič | Maribor            | 11    |
| 8    | Leon Benko         | Olimpija Ljubljana | 10    |
| 9    | Marcos Tavares     | Maribor            | 9     |
| 10   | Dare Vršič         | Maribor            | 9     |